# Arrebato (película)
Arrebato es el segundo largometraje del realizador Iván Zulueta. Es una película de carácter vanguardista, tanto en la forma como en su contenido. Se estrena en el contexto de la movida madrileña y, pese a su éxito, permanece en la sombra durante la década de los 90, hasta su reestreno en 2002 y su reedición en DVD.

## Argumento
José Sirgado (Eusebio Poncela), director de películas Serie B, está en crisis creativa y personal. No es capaz de consolidar su ruptura con Ana (Cecilia Roth) y además recibe noticias de un inquietante conocido (Will More), adicto a filmar en Super 8 y obsesionado en descubrir la esencia del cine. 

## Personajes
- José Sirgado es un director de cine de treinta y pocos años que acaba de montar su última película. Su adicción a la heroína hace que su perspectiva del mundo real sea distorsionada, como en un sueño. Aunque es serio y de personalidad inestable, su carácter mejora al recibir las grabaciones de Pedro, con el que comparte su pasión por el cine.

- Pedro hace películas Super 8 pero está insatisfecho con su obra, hasta que José le regala un temporizador para su cámara. Después de que comiencen a aparecer fotogramas rojos en sus grabaciones, está convencido de que morirá pronto devorado por el propio cine. Su estado paranoico le lleva a retomar el contacto con José para que recoja la última grabación en su casa y confirme o desmienta sus propias sospechas.

- Ana es la exnovia de José. Aparece por sorpresa en su piso poco después de su ruptura, desmoronando las vidas de ambos otra vez. También es adicta a la heroína y a la cocaína, el único vínculo que queda entre ellos.

- Marta es la prima de Pedro, al que presenta a José en unas vacaciones en la casa de su tía. Está preocupada por el estado de su primo, al que nunca ha comprendido, e intentará aliviar su preocupación vigilándolo mientras duerme.

## Detalles de rodaje
La finca de campo del personaje de Will More era finca propiedad de Jaime Chávarri que también aparecía en el cortometraje Ida y vuelta (en el que Chávarri interpretaba un papel). Muchas de las imágenes que el personaje de Will More rueda en Super 8 pertenecen a anteriores cortometrajes de Iván Zulueta (principalmente a Masaje y Fiesta). Las imágenes fueron transferidas a 35 mm, dando una textura especial a dichas escenas. Una curiosidad es que en ellas aparecen personajes conocidos de la movida madrileña como Olvido Gara (Alaska) que no aparecen acreditados en la película. Debido a ciertos problemas con el sonido directo, gran parte de la película hubo de ser doblada prácticamente en su totalidad durante la postproducción. Concretamente, el personaje interpretado por Helena Fernán Gómez, hija de Fernando Fernán Gómez, fue doblado por Pedro Almodóvar con voz de falsete. Esta aportación poco conocida del director manchego tampoco aparece en los créditos de la película. La película tuvo problemas para ser estrenada. Finalmente, el estreno fue el 9 de junio de 1980 en el Cine Azul de Madrid.

## Localizaciones de rodaje
La película se filmó en Madrid capital, siendo la plaza de Cubos uno de los escenarios, y en la provincia de Segovia.

## Premios y candidaturas
La película Arrebato ha obtenido los siguientes premios y candidaturas:
Premios Mystfest (Cattolica, Italia)
| Año  | Categoría      | Resultado |
| ---- | -------------- | --------- |
| 1980 | Mejor película | Candidato |

Premios Fantasporto
| Año  | Categoría            | Resultado |
| ---- | -------------------- | --------- |
| 1982 | Premio de la crítica | Ganador   |
| 1982 | Mejor actor          | Ganador   |
| 1982 | Mejor guion          | Ganador   |
| 1982 | Mejor película       | Candidato |